# Eneco Tour 2015
11. edycja Eneco Tour odbyła się w dniach 10–16 sierpnia 2015 roku. Trasa tego siedmioetapowego wyścigu kolarskiego liczyła 1126,9 km ze startem w Bolsward i metą w Geraardsbergen.

## Uczestnicy
Na starcie wyścigu stanęło 20 ekip. Wśród nich siedemnaście ekip UCI World Tour 2015 oraz trzy inne zaproszone przez organizatorów.
Lista drużyn uczestniczących w wyścigu:
| Numery | Kod | Drużyna             |
| ------ | --- | ------------------- |
| 1-8    | LTS | Lotto Soudal        |
| 11-18  | EQS | Etixx-Quick Step    |
| 21-28  | BMC | BMC Racing Team     |
| 31-38  | TTS | Team Tinkoff-Saxo   |
| 41-48  | TRE | Trek Factory Racing |
| 51-58  | SKY | Team Sky            |
| 61-68  | AST | Astana Pro Team     |
| 71-78  | LTJ | Team Lotto NL-Jumbo |
| 81-88  | KAT | Team Katusha        |
| 91-98  | LAM | Lampre-Merida       |

| Numery  | Kod | Drużyna                |
| ------- | --- | ---------------------- |
| 101-108 | OGE | Orica GreenEDGE        |
| 111-118 | TCG | Team Cannondale-Garmin |
| 121-128 | IAM | IAM Cycling            |
| 131-138 | TGA | Team Giant-Alpecin     |
| 141-148 | FDJ | FDJ                    |
| 151-159 | MOV | Movistar Team          |
| 161-168 | ALM | Ag2r-La Mondiale       |
| 171-178 | TSV | Topsport Vlaanderen    |
| 181-188 | ROP | Team Roompot           |
| 191-198 | WGG | Wanty-Group Gobert     |

## Przebieg trasy
| Etap | Data        | Trasa                               | Dystans  | Typ | Typ                        | Zwycięzca        | Lider           |
| ---- | ----------- | ----------------------------------- | -------- | --- | -------------------------- | ---------------- | --------------- |
| 1    | 10 sierpnia | Bolsward > Bolsward                 | 183,5 km |     | płaski                     | Elia Viviani     | Elia Viviani    |
| 2    | 11 sierpnia | Breda > Breda                       | 180,7 km |     | płaski                     | André Greipel    | Jesper Asselman |
| 3    | 12 sierpnia | Beveren > Ardooie                   | 171,9 km |     | płaski                     | Tom Boonen       | Jesper Asselman |
| 4    | 13 sierpnia | Hoogerheide > Hoogerheide           | 14 km    |     | jazda indywidualna na czas | Jos van Emden    | Jos van Emden   |
| 5    | 14 sierpnia | Riemst > Sittard-Geleen             | 179,6 km |     | pagórkowaty                | Johan Le Bon     | Wilco Kelderman |
| 6    | 15 sierpnia | Heerlen > Houffalize                | 208,6 km |     | pagórkowaty                | Tim Wellens      | Tim Wellens     |
| 7    | 16 sierpnia | Sint-Pieters-Leeuw > Geraardsbergen | 188,6 km |     | pagórkowaty                | Manuel Quinziato | Tim Wellens     |

### Etap 1 – 10.08: Bolsward > Bolsward, 183,5 km
| # | Zawodnik            | Zespół | Czas       |
| - | ------------------- | ------ | ---------- |
| 1 | Elia Viviani        | SKY    | 4h 06' 18" |
| 2 | Danny van Poppel    | TRE    | + 0"       |
| 3 | Jean-Pierre Drucker | BMC    | + 0"       |

| # | Zawodnik         | Zespół | Czas       |
| - | ---------------- | ------ | ---------- |
| 1 | Elia Viviani     | SKY    | 4h 06' 08" |
| 2 | Danny van Poppel | TRE    | + 4"       |
| 3 | Jesper Asselman  | ROP    | + 4"       |

### Etap 2 – 11.08: Breda > Breda, 180 km
| # | Zawodnik         | Zespół | Czas       |
| - | ---------------- | ------ | ---------- |
| 1 | André Greipel    | LTS    | 4h 12' 52" |
| 2 | Jacopo Guarnieri | KAT    | + 0"       |
| 3 | Tom Boonen       | EQS    | + 0"       |

| # | Zawodnik        | Zespół | Czas       |
| - | --------------- | ------ | ---------- |
| 1 | Jesper Asselman | ROP    | 8h 18' 55" |
| 2 | André Greipel   | LTS    | + 5"       |
| 3 | Elia Viviani    | SKY    | + 5"       |

### Etap 3 – 12.08: Beveren > Ardooie, 171,9 km
| # | Zawodnik      | Zespół | Czas       |
| - | ------------- | ------ | ---------- |
| 1 | Tom Boonen    | EQS    | 3h 54' 25" |
| 2 | Arnaud Démare | FDJ    | + 0"       |
| 3 | Elia Viviani  | SKY    | + 0"       |

| # | Zawodnik        | Zespół | Czas        |
| - | --------------- | ------ | ----------- |
| 1 | Jesper Asselman | ROP    | 12h 13' 20" |
| 2 | Tom Boonen      | EQS    | + 1"        |
| 3 | Elia Viviani    | SKY    | + 1"        |

### Etap 4 – 13.08: Hoogerheide > Hoogerheide, 14 km
| # | Zawodnik        | Zespół | Czas    |
| - | --------------- | ------ | ------- |
| 1 | Jos van Emden   | LTJ    | 16' 34" |
| 2 | Wilco Kelderman | LTJ    | + 5"    |
| 3 | Adriano Malori  | MOV    | + 7"    |

| # | Zawodnik        | Zespół | Czas        |
| - | --------------- | ------ | ----------- |
| 1 | Jos van Emden   | LTJ    | 12h 30' 09" |
| 2 | Wilco Kelderman | LTJ    | + 5"        |
| 3 | Adriano Malori  | MOV    | + 7"        |

### Etap 5 – 14.08: Riemst > Sittard-Geleen, 179,6 km
| # | Zawodnik         | Zespół | Czas       |
| - | ---------------- | ------ | ---------- |
| 1 | Johan Le Bon     | FDJ    | 4h 13' 50" |
| 2 | Dylan van Baarle | TCG    | + 0"       |
| 3 | Magnus Cort      | OGE    | + 9"       |

| # | Zawodnik         | Zespół | Czas        |
| - | ---------------- | ------ | ----------- |
| 1 | Wilco Kelderman  | LTJ    | 16h 44' 13" |
| 2 | Dylan van Baarle | TCG    | + 1"        |
| 3 | Johan Le Bon     | FDJ    | + 8"        |

### Etap 6 – 15.08: Heerlen > Houffalize, 208,6 km
| # | Zawodnik          | Zespół | Czas       |
| - | ----------------- | ------ | ---------- |
| 1 | Tim Wellens       | LTS    | 5h 28' 46" |
| 2 | Greg Van Avermaet | BMC    | + 49"      |
| 3 | Simon Geschke     | GIA    | + 51"      |

| # | Zawodnik          | Zespół | Czas        |
| - | ----------------- | ------ | ----------- |
| 1 | Tim Wellens       | LTS    | 22h 12' 59" |
| 2 | Greg Van Avermaet | BMC    | + 1' 03"    |
| 3 | Wilco Kelderman   | LTJ    | + 1' 17"    |

### Etap 7 – 16.08: Sint-Pieters-Leeuw > Geraardsbergen, 188,6 km
| # | Zawodnik         | Zespół | Czas       |
| - | ---------------- | ------ | ---------- |
| 1 | Manuel Quinziato | BMC    | 4h 18' 18" |
| 2 | Björn Leukemans  | WGG    | + 3"       |
| 3 | Yves Lampaert    | EQS    | + 8"       |

| # | Zawodnik          | Zespół | Czas        |
| - | ----------------- | ------ | ----------- |
| 1 | Tim Wellens       | LTS    | 26h 31' 59" |
| 2 | Greg Van Avermaet | BMC    | + 59"       |
| 3 | Wilco Kelderman   | LTJ    | + 1' 17"    |

## Liderzy klasyfikacji po etapach
| Etap                 | Zwycięzca            | Klasyfikacja generalna | Klasyfikacja punktowa | Klasyfikacja kombinowana | Klasyfikacja drużynowa |
| -------------------- | -------------------- | ---------------------- | --------------------- | ------------------------ | ---------------------- |
| 1                    | Elia Viviani         | Elia Viviani           | Elia Viviani          | Nathan Haas              | Team Roompot           |
| 2                    | André Greipel        | Jesper Asselman        | André Greipel         | Jesper Asselman          | Team Roompot           |
| 3                    | Tom Boonen           | Jesper Asselman        | André Greipel         | Jesper Asselman          | Lotto Soudal           |
| 4                    | Jos van Emden        | Jos van Emden          | André Greipel         | Jesper Asselman          | Team Lotto NL-Jumbo    |
| 5                    | Johan Le Bon         | Wilco Kelderman        | André Greipel         | Jesper Asselman          | Lotto Soudal           |
| 6                    | Tim Wellens          | Tim Wellens            | André Greipel         | Gijs Van Hoecke          | Lotto Soudal           |
| 7                    | Manuel Quinziato     | Tim Wellens            | André Greipel         | Gijs Van Hoecke          | Lotto Soudal           |
| Klasyfikacje końcowe | Klasyfikacje końcowe | Tim Wellens            | André Greipel         | Gijs Van Hoecke          | Lotto Soudal           |

## Klasyfikacje końcowe

### Klasyfikacja generalna
|    | Zawodnik                | Zespół              | Czas        |
| -- | ----------------------- | ------------------- | ----------- |
| 1  | Tim Wellens             | Lotto Soudal        | 26h 31' 59" |
| 2  | Greg Van Avermaet       | BMC Racing Team     | + 59"       |
| 3  | Wilco Kelderman         | Team Lotto NL-Jumbo | + 1' 17"    |
| 4  | Philippe Gilbert        | BMC Racing Team     | + 1' 40"    |
| 5  | Fabio Felline           | Trek Factory Racing | + 1' 48"    |
| 6  | Andrij Hrywko           | Pro Team Astana     | + 1' 54"    |
| 7  | Michael Rogers          | Team Tinkoff-Saxo   | + 2' 02"    |
| 8  | Tiesj Benoot            | Lotto Soudal        | + 2' 11"    |
| 9  | Christopher Juul-Jensen | Team Tinkoff-Saxo   | + 2' 11"    |
| 10 | Julian Alaphilippe      | Etixx-Quick Step    | + 2' 11"    |

|   | Zawodnik          | Zespół              | Punkty |
| - | ----------------- | ------------------- | ------ |
| 1 | André Greipel     | Lotto Soudal        | 79     |
| 2 | Greg Van Avermaet | BMC Racing Team     | 59     |
| 3 | Tom Boonen        | Etixx-Quick Step    | 52     |
| 4 | Wilco Kelderman   | Team Lotto NL-Jumbo | 52     |
| 5 | Tim Wellens       | Lotto Soudal        | 49     |

|   | Zawodnik           | Zespół              | Punkty |
| - | ------------------ | ------------------- | ------ |
| 1 | Gijs Van Hoecke    | Topsport Vlaanderen | 63     |
| 2 | Jesper Asselman    | Team Roompot        | 56     |
| 3 | Frederik Veuchelen | Wanty-Group Gobert  | 41     |
| 4 | Laurens De Vreese  | Pro Team Astana     | 29     |
| 5 | Manuel Quinziato   | BMC Racing Team     | 13     |

|   | \| \| Zespół \| Czas \| \| - \| ------------------ \| ----------- \| \| 1 \| Lotto Soudal \| 79h 44' 03" \| \| 2 \| Pro Team Astana \| + 1' 13" \| \| 3 \| Team Tinkoff-Saxo \| + 3' 38" \| \| 4 \| BMC Racing Team \| + 3' 44" \| \| 5 \| Team Giant-Alpecin \| + 3' 58" \| |             |
|   | Zespół | Czas        |
| 1 | Lotto Soudal | 79h 44' 03" |
| 2 | Pro Team Astana | + 1' 13"    |
| 3 | Team Tinkoff-Saxo | + 3' 38"    |
| 4 | BMC Racing Team | + 3' 44"    |
| 5 | Team Giant-Alpecin | + 3' 58"    |